# Ubojstvo
Ubojstvo ili umorstvo je ljudski čin koji za izravnu posljedicu ima smrt drugoga čovjeka. U pravnom smislu, ubojstvo je kazneno djelo protiv života i tijela sa smrtnom posljedicom. Često se koristi i latinizam homicid (lat. homo – čovjek + cidere – sjeći).
U užem smislu ubojstvo je oduzimanje ljudskoga života protivno pravu pa se često kao definicija navodi „protupravno lišavanje”, odnosno „protupravno oduzimanje života”. Gotovo sve države u svojim pravnim sustavima, odnosno kaznenome pravu, ubojstvo smatraju jednim od najtežih zločina, te ga u skladu s time reguliraju.
Za najraniju poznatu žrtva ubojstva drži se neandertalski muškarac, ubijen prije 50 000 godina.

## Vrste ubojstava
Pravni sustavi umorstva dijele i kažnjavaju ovisno o motivima i okolnostima oduzimanja života, poput stanja svijesti ubojice, predumišljaja i nehaja i sl. Tipična podjela je na:
- obično ubojstvo ili ubojstvo s umišljajem, bilo činjenjem bilo nečinjenjem;
- kvalificirano ili teško ubojstvo, ponekad ubojstvo iz predumišljaja, počinjeno na okrutan i podmukao način;
- ubojstvo na mah ili usmrćenje, kada je počinitelj bez svoje krivnje doveden u stanje jake razdraženosti ili patnje;
- ubojstvo iz nehaja, nenamjerno uzrokovanje tuđe smrti.

Neka zakonodavstva kao poseban oblik ubojstva opisuju čedomorstvo. U anglosaskoj pravnoj tradiciji ubojstvo na mah i ubojstvo iz nehaja svrstavaju se pod manslaughter (usmrćenje).
U hrvatskom pravnom nazivlju se u 19. i početkom 20. stoljeća za ubojstvo iz predumišljaja koristio izraz umorstvo, pa se ponekad i taj izraz kolokvijalno koristi kao sinonim za ubojstvo. 
Za ubojstva se, u odnosu na to u kakvoj su vezi žrtve s ubojicom, koriste i ovi posebni izrazi:
- infanticid ili ubojstvo djece;
- patricid ili ubojstvo oca;
- matricid ili ubojstvo majke;
- fratricid ili ubojstvo brata ili sestre;
- genocid

## Ubojstvo u kaznenom pravu Republike Hrvatske
U kaznenom pravu Republike Hrvatske ubojstva bez namjere ili posebnih okolnosti klasificiraju se kao ubojstva i kažnjavaju kaznom zatvora od najmanje pet godina.(čl. 110) Teško ubojstvo je najteži oblik ubojstva i kažnjava se zatvorskom kaznom ne kraćom od deset godina ili kaznom dugotrajnog zatvora.(čl. 111)  Kada je usmrćenje uslijedilo nakon prethodnog napada usmrćenoga koji je doveo do jake razdraženosti i patnje ubojice, radi se o djelu usmrćenja.(čl. 112) Ono se kažnjava zatvorom od jedne do deset godina. Usmrćenjima se klasificiraju i ubojstva djece počinjena od majki pod duševnim opterećenjem nakon poroda, uz zatvorsku kaznu od pola do pet godina, i ubojstva iz samilosti prema teško bolesnim osobama s kaznom zatvora do tri godine. U posebnu kategoriju spadaju i ubojstva iz nehaja koja se u hrvatskom zakonodavstvu kažnjavaju zatvorom od pola do pet godina.(čl. 113)

## Ubojstva u pokušaju
Kazneno djelo čiji je počinitelj umišljajno pokušao, ali nije uspio prouzročiti smrt neke osobe, u mnogim se zakonodavstvima tretira kao ubojstvo u pokušaju ili pokušaj ubojstva. 
Kazneno djelo prigodom kojega je počinitelj namjeravao prouzročiti teške tjelesne ozljede, ali je pritom ubio drugu osobu, obično se ne tretira kao ubojstvo ili pokušaj ubojstva, nego kvalificirani oblik teške tjelesne ozljede.

## Ubojstva koja ne predstavljaju zločin
Pravo u mnogim državama dopušta, pod određenim okolnostima, drugoj osobi oduzeti život. To su:
- ubojstvo u ratu;
- ubojstvo iz samoobrane;
- ubojstvo u krajnjoj nuždi;
- pogubljenje, odnosno izvršenje smrtne kazne;
- u rijetkim državama eutanazija.